# Ivan Petrov
 Ivan Iefímovitx Petrov (rus: Ива́н Ефи́мович Петро́в; 30 de setembre de 1896 – 7 d'abril de 1958) va ser un oficial soviètic. Durant la Gran Guerra Patriòtica, mestre de la guerra defensiva, participà en la batalla de Sebastòpol. Entre abril i juny de 1945 va ser cap de l'Estat Major del 1r Front d'Ucraïna; i el maig de 1945 rebé el títol d'Heroi de la Unió Soviètica.

## Biografia
Ivan Iefímovitx Petrov va néixer a Trutxevsk, a l'oblast de Briansk, a una família de sabaters. Es graduà al gimnasium local el 1913, i al seminari de la ciutat de Karatxev el 1916.
El gener de 1917 ingressà a l'Acadèmia de Cadets Aleksevsk de Moscou, graduant-se l'1 de juny de 1917 amb grau d'alferes. Assumí el comandament de la 156a Mitja Companyia d'Astracan. Va emmalaltir de disenteria, sent llicenciat de l'Exèrcit Imperial per motius mèdics.
El 1918 ingressà com a voluntari a l'Exèrcit Roig, afiliant-se al Partit Comunista el mateix any. Participà en la supressió dels aldarulls anarquistes de maig de 1918 a Simbirsk (Samara), amb la 1a Força Comunista de Samara, combatent a Sizran, Melekes i Simbrisk, així com contra les tropes txecoslovaques a Sibèria el 1919. Participà amb la 25a divisió de fusellers al Front Oriental contra els Cosacs dels Urals; i al front occidental a la Guerra poloneso-soviètica el maig de 1920. Desenvolupà funcions de comandant de secció, membre del tribunal militar especial i comissari militar de regiment.
Un cop finalitzada la Guerra Civil Russa, Petrov va comandar un esquadró de cavalleria a un regiment de l'11a divisió de Cavalleria, enquadrada al 1r Exèrcit de Cavalleria. A la primavera de 1922 va ser enviat al Turquestan, on comandant la seva divisió participà en la Revolta dels Basmatxi. El setembre del 1922 va ser nomenat comandant de la 2a Brigada de Cavalleria. Després d'un devastador atac, els soldats de Petrov derrotaren a Abda-Sattar-Jan i al seu exèrcit, amb la col·laboració del 13è Exèrcit de Fusellers.
Entre 1926 i 1931 va finalitzar els cursos avançats de tàctica de comandament de tropes. El 1929 rep el comandament de la Brigada Turkmena. Entre 1931 i 1933 comandà la 1a Divisió Turkmena de Fusellers de Muntanya. Entre 1933 i 1940, amb grau de Kombrig és nomenat comissari militar de l'escola unida militar. A la dècada de 1940 va ser nomenat inspector del Districte Militar de l'Àsia central. Amb la reestructuració de l'Exèrcit Roig dels rangs de general del 4 de juny de 1940, és nomenat Major General. El març de 1941 va estar al comandament del 27è Cos Mecanitzat, constituït a l'Àsia central.
Des de l'inici de la Gran Guerra Patriòtica, la creació del 27è Cos finalitza la seva formació és desplegat a Briansk. El 8 de juny de 1941, la Stavka, basant-se en l'experiència dels primers dies de la guerra, accepta la divisió dels cossos d'exèrcit en divisions cuirassades com a noves unitats. El 15 de juliol de 1941 es dissol el comandament del 27è Cos Cuirassat, i Petrov és nomenat comandant de la divisió de cavalleria. El 20 d'agost és nomenat comandant de la 25a divisió d'infanteria Txapaev, l'objectiu de la qual és la defensa d'Odessa. El 5 d'octubre, Petrov accepta el nomenament de cap de l'Exèrcit de Primorskie. Petrov dirigí l'evacuació de les tropes soviètiques d'Odessa fins a la península de Crimea. Entre 1941 i 1942 va ser un dels comandants de la defensa de Sebastòpol, comandant l'exèrcit de Primorkie i el 44è Exèrcit. Durant l'estiu de 1942 aconsegueix resistir dos mesos l'assalt alemany, immobilitzant un munt de tropes alemanyes; però quan la ciutat està a punt de caure, Petrov i d'altres caps de la defensa són evacuats en submarí. Sentint-se responsable de la derrota, Petrov intentà suïcidar-se, però va ser detingut pels seus companys. Des d'octubre de 1942 és comandant en Grup de Forces del Mar Negre del Front del Transcaucas, participant en la defensa del Caucas, especialment en l'operació defensiva de Tuapse. El 14 d'octubre de 1942 és promogut a tinent general.
Al març de 1943, Petrov és nomenat cap de l'estat major, i al maig és nomenat comandant del Front del Caucas Nord. Les tropes sota el seu comandament participaren amb èxit en l'operació Taman-Novossisk, en el desembarcament de Novorossisk i en els combats per alliberar la península de Taman i les ciutats de Maikop, Krasnodar i Novorossisk.
El 27 d'agost de 1943, Petrov és promogut a coronel general i, el 9 d'octubre, a general d'exèrcit.
Les tropes del Front van travessar l'estret de Kertx i van ocupar diversos caps de pont a la península, però l'operació amfíbia se saldà en un desastre. El 20 de novembre de 1943, d'acord amb la directiva de la Stavka, el front es reorganitzà com un exèrcit independent costaner. Davant el fracàs de totes les operacions ofensives portades a terme, Petrov va ser destituït com a comandant de l'Exèrcit de Primoskoe, sent traslladat a la Stavka com a reservista i degradat a coronel general.
El 13 de març de 1944, el coronel general Petrov va estar al comandament del 33è Exèrcit del Front Occidental; i entre abril i agost, cap del 2n Front de Belarús i, després, del 4t Front d'Ucraïna. Es va distingir a la batalla del Pas Dukla, als Carpats; i el 26 d'octubre va tornar a ser promogut al rang de general d'exèrcit. Però a causa d'un mal inici en les ofensiva de Moràvia i Ostrava la Stavka l'acusà de mala preparació de l'ofensiva i de manca de voluntat de les tropes, senyalant les seves deficiències en el lideratge de les tropes; sent destituït del càrrec. El març de 1945 va ser nomenat cap de l'estat major del 1r Front d'Ucraïna.
Pel seu brillant desenvolupament en el comandament de les tropes en les operacions de Berlín i Praga, per la seva iniciativa i dedicació, el 25 de maig de 1945 va rebre el títol d'Heroi de la Unió Soviètica.
Després de la guerra va comandar el Districte Militar del Turkestan entre 1952 i 1953, sent segon cap Inspector de l'Exèrcit Soviètic, i després, cap de l'Administració Principal per a la Preparació Física i de Combat, vicecomandant del GLAVKOM (Comandament Suprem de les Forces de Terra), cap inspector del Ministeri de Defensa de l'URSS i diputat al Soviet Suprem de l'URSS.
Va morir a Moscou el 7 d'abril de 1958, sent enterrat al cementiri de Novodévitxi.

## Condecoracions
- Heroi de la Unió Soviètica
- Orde de Lenin (5)
- Orde de la Bandera Roja (4)
- Orde de Suvorov de 1a classe
- Orde de Kutuzov de 1a classe
- Orde de la Bandera Roja del Treball
- Orde de l'Estrella Roja
- Medalla de la defensa d'Odessa
- Medalla de la defensa de Sebastòpol
- Medalla de la defensa del Caucas
- Medalla de la victòria sobre Alemanya en la Gran Guerra Patriòtica 1941-1945
- Medalla per la Conquesta de Berlín
- Medalla per l'Alliberament de Praga
- Medalla del 20è Aniversari de l'Exèrcit Roig
- Medalla del 30è Aniversari de l'Exèrcit i l'Armada Soviètics
- Estrella de l'Orde del Lleó Blanc "per la victòria" de II classe (Txecoslovàquia)
- Creu de Guerra (Txecoslovàquia)
- Creu de Grunwald (República Popular de Polònia)
- Medalla de la Victòria i la Llibertat 1945 (República Popular de Polònia)
- Creu del Servei Distingit (Estats Units)